# Varco Sabino
Varco Sabino là một đô thị ở tỉnh Rieti trong vùng Latium, có khoảng cách khoảng 60 km về phía đông bắc của Roma và cách khoảng 20 km southvề phía đông của Rieti. Tại thời điểm ngày 31 tháng 12 năm 2004, đô thị này có dân số 246 người và diện tích là 24,6 km².
Varco Sabino giáp các đô thị: Ascrea, Castel di Tora, Concerviano, Marcetelli, Paganico Sabino, Pescorocchiano, Petrella Salto, Rocca Sinibalda.